# تور جنسن
تور جنسن (بالنرويجية البوكمول: Tore Jensen)‏ هو عازف جاز نرويجي، ولد في 19 مايو 1935 في أوسلو في النرويج.

## وصلات خارجية
- تور جنسن على موقع ميوزك برينز (الإنجليزية)
- تور جنسن على موقع ديسكوغز (الإنجليزية)